# Alfarería en la provincia de Alicante

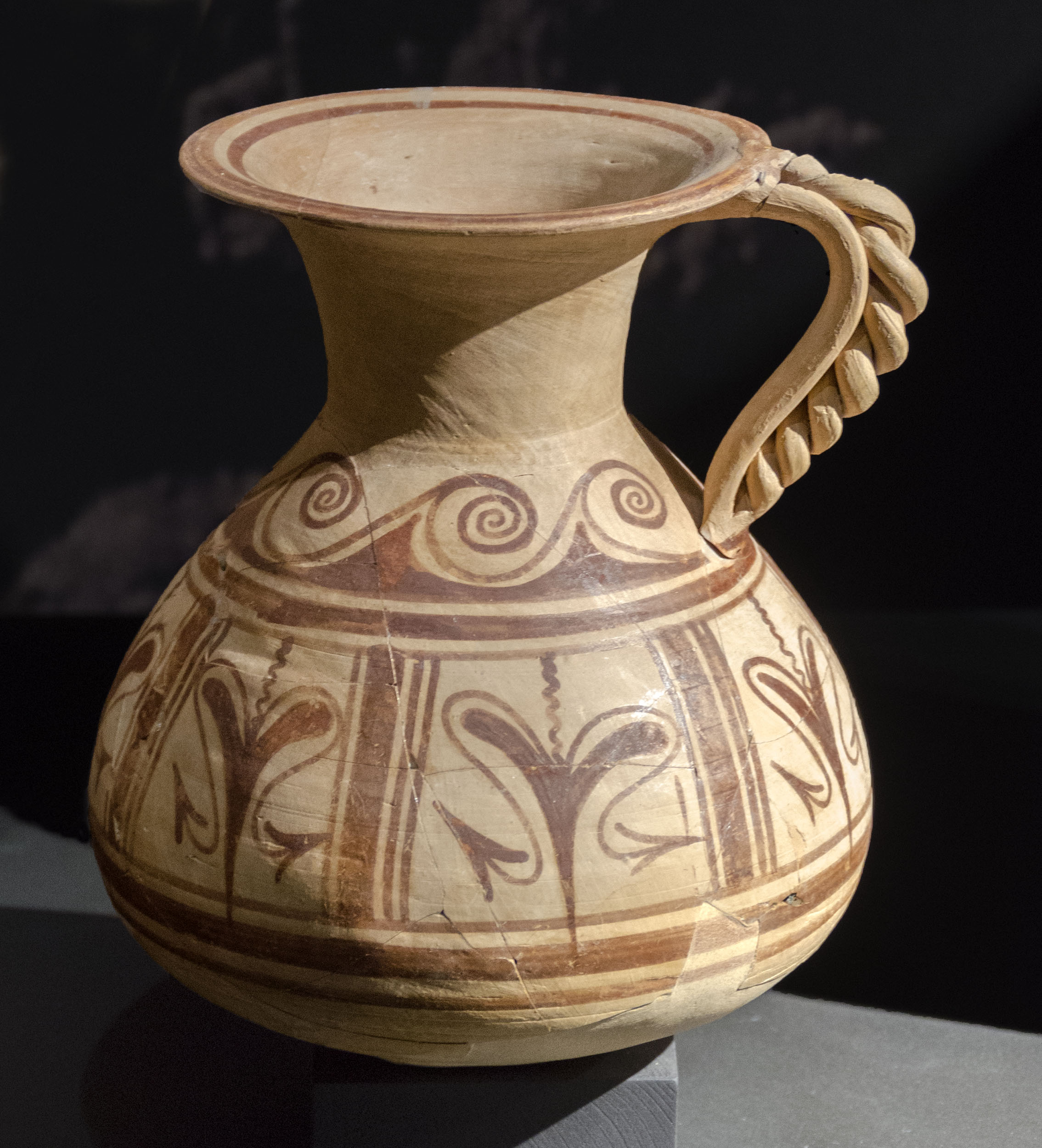
Jarro decorado del yacimiento arqueológico de La Escuera, de época ibérica, en la desembocadura del río Segura.

La alfarería en la provincia de Alicante (España), además del legado arqueológico conservado en los museos de Alcoy y la capital provincial, tiene sus focos alfareros más importantes en Agost, Orba y Biar, este último documentado ya en el siglo xvi.

### El museo

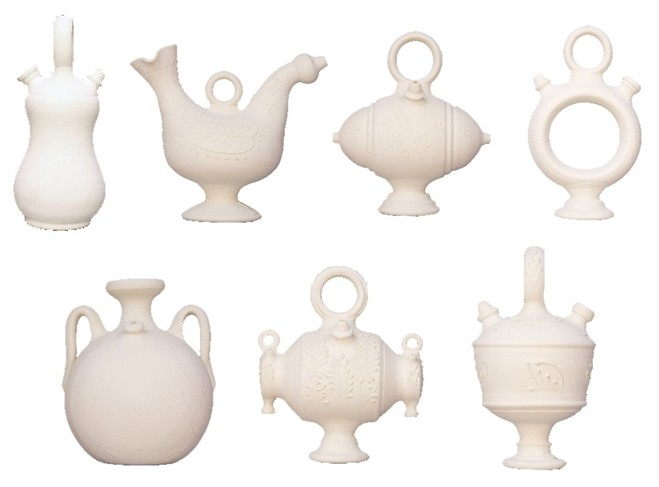
Tipos y morfología de los botijos de Agost

## Orba

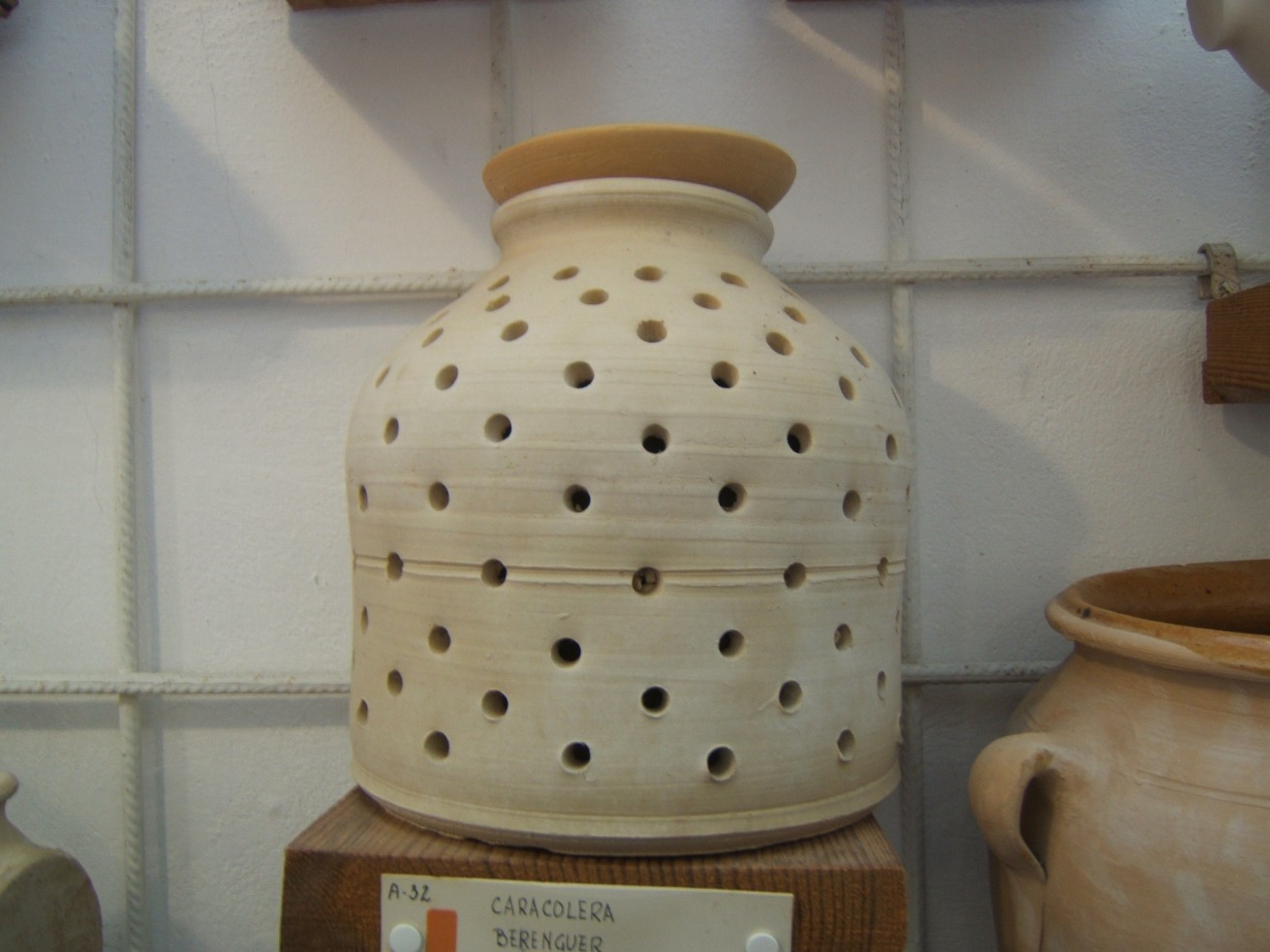
Caracolera del alfar de los Berenguer, en Orba.